# Никканен, Минна
Ми́нна Ма́рианне Ни́кканен (фин. Minna Marianne Nikkanen; род. 9 апреля 1988, Сомеро, Финляндия) — финская прыгунья с шестом; член сборной Финляндии на летних Олимпийских играх 2012 года и 2016 года.